# Хиперенор
Хиперенор је у грчкој митологији било име више личности. 

## Митологија
- Хиперенор или Хипер је био син Посејдона и Плејаде Алкионе, који је основао Хипереју, град у Арголиди, где је владао као краљ.[1]
- Војник у војсци седморице против Тебе, а кога је убио Хемон, Креонтов син.[1]
- Према Аполодору, један од Спарта.[1]
- Један од Пенелопиних просилаца са острва Сама.[2]
- У Хомеровој „Илијади“ Тројанац, Полидамантов и Еуфорбов брат, кога је убио Менелај. Родитељи су му били Пантој, један од старешина у Троји и Фронтида.[3]